# العلاقات الإماراتية الناوروية
العلاقات الإماراتية الناوروية هي العلاقات الثنائية التي تجمع بين الإمارات العربية المتحدة وناورو.

## مقارنة بين البلدين
هذه مقارنة عامة ومرجعية للدولتين:
| وجه المقارنة                                              | الإمارات العربية المتحدة | ناورو                          |
| --------------------------------------------------------- | ------------------------ | ------------------------------ |
| المساحة (كم2)                                             | 83.60 ألف                | 21                             |
| عدد السكان (نسمة)                                         | 9.40 مليون               | 10.08 ألف                      |
| الكثافة السكانية (ن./كم²)                                 | 112.44                   | 48.00 ألف                      |
| العاصمة                                                   | أبو ظبي                  | ضاحية يارين                    |
| اللغة الرسمية                                             | اللغة العربية            | اللغة الناورونية، لغة إنجليزية |
| العملة                                                    | درهم إماراتي             | دولار أسترالي                  |
| الناتج المحلي الإجمالي (بليون دولار)                      | 382.58 مليار             | 113.88 مليون                   |
| الناتج المحلي الإجمالي (تعادل القوة الشرائية) بليون دولار | 640.72 مليار             | 162.98 مليون                   |
| الناتج المحلي الإجمالي الاسمي للفرد دولار أمريكي          | 40.44 ألف                | 9.83 ألف                       |
| الناتج المحلي الإجمالي للفرد دولار أمريكي                 | 67.67 ألف                |                                |
| مؤشر التنمية البشرية                                      | 0.835                    |                                |
| رمز المكالمات الدولي                                      | +971                     | +674                           |
| رمز الإنترنت                                              | .ae، .امارات             | .nr                            |
| المنطقة الزمنية                                           | ت ع م+04:00              | ت ع م+12:00                    |

## منظمات دولية مشتركة
يشترك البلدان في عضوية مجموعة من المنظمات الدولية، منها:
| علم المنظمة | اسم المنظمة                   | تاريخ انضمام الإمارات العربية المتحدة | تاريخ انضمام ناورو |
| ----------- | ----------------------------- | ------------------------------------- | ------------------ |
|             | يونسكو                        | 20 أبريل 1972                         | 17 أكتوبر 1996     |
|             | الاتحاد البريدي العالمي       | ?                                     | ?                  |
|             | منظمة الشرطة الجنائية الدولية | ?                                     | ?                  |
|             | الأمم المتحدة                 | 9 ديسمبر 1971                         | 14 سبتمبر 1999     |
|             | الاتحاد الدولي للاتصالات      | 27 يونيو 1972                         | 10 يونيو 1969      |
|             | منظمة حظر الأسلحة الكيميائية  | ?                                     | ?                  |

## وصلات خارجية
- موقع وزارة الخارجية الإماراتية